# Нуклеозидні інгібітори зворотної транскриптази

Структурна формула зидовудину

Нуклеози́дні інгібі́тори зворотної транскрипта́зи — це група антиретровірусних препаратів, що мають структурну подібність із нуклеотидними основами, які входять до складу ДНК або РНК, що забезпечує властивість препаратів групи конкурентно блокувати фермент вірусу ВІЛ або вірусу гепатиту B зворотної транскриптази та вибірково інгібувати реплікацію вірусної ДНК. Саме до цієї групи відносять перший препарат, що був затверджений для лікування СНІДу — це зидовудин, якого було зареєстровано у 1987 році. Більшість препаратів групи активні по відношенню до вірусу ВІЛ I та II типу, частина препаратів групи активна і до вірусу гепатиту B.

## Класифікація
Усі нуклеозидні інгібітори зворотної транскриптази можна поділити на похідні відповідних нуклеотидних основ:
- Аналоги тимідину — зидовудин, фосфазид, ставудин, телбівудин, клевудин
- Аналоги аденіну — диданозин, адефовір
- Аналоги цитидину — зальцитабін, ламівудин, емтрицитабін
- Аналоги гуаніну — абакавір
- Аналоги аденозину — тенофовір
- Аналоги гуанозину — ентекавір

## Механізм дії
Нуклеозидні інгібітори зворотної транскриптази після прийому всередину метаболізуються до активних похідних — дифосфатів або трифосфатів, які конкурентно блокують фермент вірусу зворотню транскриптазу, інгібують α-, β- та γ-ДНК-полімерази вірусів ВІЛ та вірусу гепатиту B, вибірково інгібують реплікацію вірусної ДНК та не впливають на ферменти організму людини. Нуклеозидні інгібітори зворотної транскриптази активні в інфікованих вірусом ВІЛ Т-лімфоцитах і макрофагах та інгібують ранні стадії життєвого циклу вірусу ВІЛ.

## Фармакокінетика
Більшість нуклеозидних інгібіторів зворотної транскриптази добре всмоктуються в шлунку, з досягненням максимальної концентрації в крові протягом 1 години. Препарати групи добре розподіляються в тканинах та рідинах організму, більшість препаратів добре проникає через гематоенцефалічний бар'єр, плацентарний бар'єр та виділяються в грудне молоко. В організмі усі нуклеозидні інгібітори зворотної транскриптази фосфорилюються до активних похідних, що мають подовжений час напіввиведення з клітин. Метаболізуються більшість препаратів групи в печінці, частина препаратів групи (зальцитабін, тенофовір, телбівудин) не метаболізується. Виводяться препарати групи з організму переважно нирками у вигляді неактивних метаболітів, частково у незміненому вигляді; частково виводяться з організму з калом. Період напіввиведення препаратів групи коливається від 1 години (зидовудин) до 128 годин (ентекавір), у більшості препаратів період напіввиведення подовжується при нирковій недостатності.

## Застосування
Більшість нуклеозидних інгібіторів зворотної транскриптази застосовують для лікування ВІЛ-інфекції, у тому числі у вагітних жінок для профілактики вертикальної передачі вірусу ВІЛ дитині (зидовудин, ламівудин) та для профілактики професійного зараження вірусом ВІЛ у медичних працівників. Ламівудин, емтрицитабін та тенофовір активні як до вірусу ВІЛ, так і до вірусу гепатиту B, тому їх можна застосовувати при поєднаній інфекції ВІЛ та гепатиту B. Телбівудин, клевудин, ентекавір та адефовір застосовують виключно при хронічному вірусному гепатиті B.

## Побічна дія
При застосуванні нуклеозидних інгібіторів зворотної транскриптази найчастішими побічними ефектами є алергічні реакції у вигляді висипань на шкірі, свербежу шкіри, гарячки, іноді — алопеції, анафілактичний шок, синдром Стівенса-Джонсона, синдром Лаєлла. З боку травної системи можна спостерігати нудоту, блювання, діарея, зниження апетиту, біль в животі, панкреатит, гепатит, печінкову недостаність, підвищення активності амінотрансфераз - АЛТ і АСТ, лужної фосфатази в крові. З боку нервової системи найчастіше спостерігають головний біль, порушення сну, парестезії, периферичні нейропатії. З боку опорно-рухового апарату можна спостерігати артралгії, міалгії, рабдоміоліз, остеонекроз. Частими побічними ефектами від застосування нуклеозидних інгібіторів зворотної транскриптази є ліподистрофія, лактатацидоз, кашель, анемія, лімфаденопатія, ниркова недостатність. Під час проведення комбінованої антиретровірусної терапії із застосуванням препаратів групи у хворих зростає імовірність лактатацидозу та гепатонекрозу. При проведенні ВААРТ у хворих зростає імовірність розвитку гіпертригліцеридемії, гіперхолестеринемії, інсулінорезистентності, гіперглікемії та гіперлактемії. У хворих, що мають поєднану інфекцію вірусами ВІЛ та вірусу гепатиту B при відміні препаратів, що діють на вірус гепатиту B можуть розвиватися миттєве загострення гепатиту зі значним підвищенням активності амінотрансфераз (АЛТ, АСТ) та імовірним розвитком печінкової недостатності. Під час проведення ВААРТ зростає імовірність синдрому відновлення імунної системи із загостренням латентних інфекцій та загострення вірусного гепатиту B.

## Протипокази
Абсолютним протипоказом до застосування препарату з групи нуклеозидних інгібіторів зворотної транскриптази є гіперчутливість до даного препарату. Відносними протипоказами до застосування препаратів групи є ниркова та печінкова недостатність, периферична нейропатія, виражена анемія (Hb <75 г/л), годування грудьми. З обережністю препарати групи призначають при вагітності, особливо для лікування вірусного гепатиту B.